# 25094 Zemtsov
25094 Zemtsov (tên chỉ định: 1998 RF6) là một Main-Belt Hành tinh vi hình. Nó được phát hiện bởi dự án Nghiên cứu tiểu hành tinh gần Trái Đất Lincoln ở Socorro, New Mexico ngày 14 tháng 9 năm 1998. Nó được đặt theo tên Artem A. Zemtsov, whose chemistry team project won first place ở the 2008 Giải thưởng Khoa học và Kỹ thuật Intel.